# Aufzeichnungen eines jungen Arztes

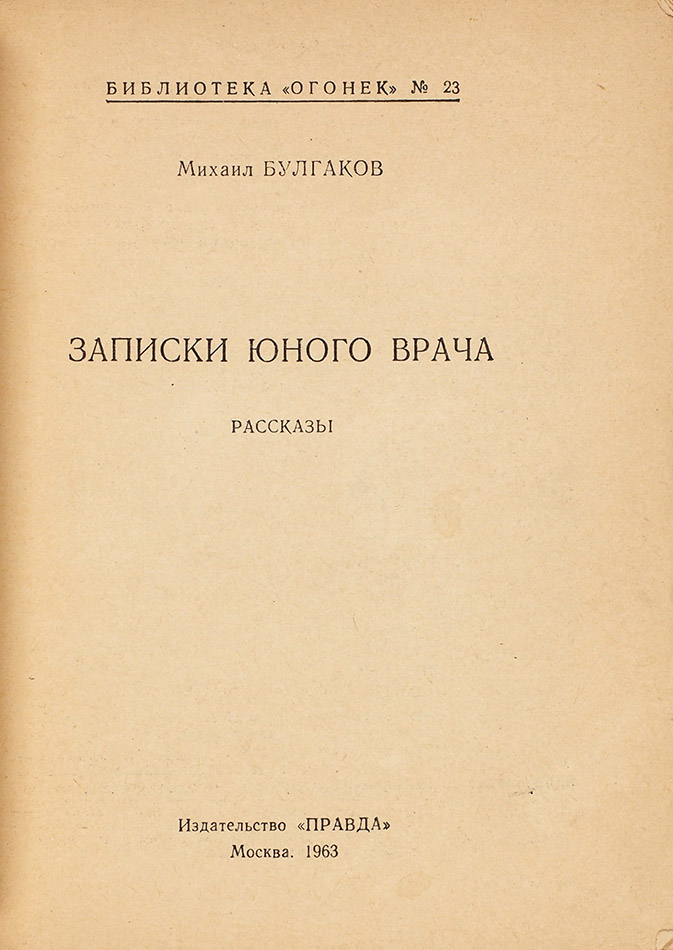

Aufzeichnungen eines jungen Arztes (russisch Записки юного врача, Sapiski junogo wratscha) sind sieben Erzählungen des sowjetischen Schriftstellers Michail Bulgakow, die 1925–1926 in der Moskauer Zeitschrift Медицинский работник (Medizinski rabotnik, deutsch ‚Mitarbeiter im Gesundheitswesen‘) und in der Leningrader Zeitschrift  Красная панорама (Krasnaja panorama) erschienen. Die Kurzgeschichten sind autobiographisch gefärbt. Der Verfasser war vom 29. September 1916 bis zum 18. September 1917 in Dorfkrankenhaus Nikolskoje (Landkreis Sytschowka im Gouvernement Smolensk) als Arzt tätig.

## Inhaltsverzeichnis
- Das Handtuch mit dem Hahn (russisch Полотенце с петухом, Polotenze s petuchom),
- Die stählerne Kehle  (russisch Стальное горло, Stalnoje gorlo),
- Feuertaufe durch Wendung (russisch Крещение поворотом, Kreschtschenije poworotom),
- Der Schneesturm (russisch Вьюга, Wjuga),
- Ägyptische Finsternis (russisch Тьма египетская, Tma jegipetskaja),
- Das verschwundene Auge (russisch Пропавший глаз, Propawschi glas),
- Ein Ausschlag wie ein Sternbild  (russisch Звёздная сыпь, Swjosdnaja syp).

## Adaptionen

### Verfilmungen
- 1991, Belarusfilm (Belarus): Aufzeichnungen eines jungen Arztes von Michail Jakschen mit  Andrei Nikitinskich in der Titelrolle.
- 2008, Russland: Morphium von Alexei Balabanow mit Leonid Bitschewin in der Titelrolle.
- 2012, Großbritannien: A Young Doctor’s Notebook von Kenton Allen mit Daniel Radcliffe in der Titelrolle.

### Theater
- 2007, Kiew, Theater am Podole, Tagebuch eines jungen Arztes von Witali Malachow.
- 2016, St. Petersburg, Theater Masterskaja (Werkstatt), Aufzeichnungen eines jungen Arztes von Grigori Koslow.

## Deutschsprachige Ausgaben
Verwendete Ausgabe:
- Aufzeichnungen eines jungen Arztes. Aus dem Russischen von Thomas Reschke. S. 7–105 in Ralf Schröder (Hrsg.): Bulgakow. Die rote Krone. Autobiographische Erzählungen und Tagebücher. Volk & Welt, Berlin 1993, ISBN 3-353-00944-2 (= Bd. 5: Gesammelte Werke (13 Bde.))